# On Green Dolphin Street (Bill Evans)
On Green Dolphin Street è un album del pianista jazz statunitense Bill Evans e il batterista Philly Joe Jones. L'album è stato registrato nel 1959 e pubblicato nel 1977 dall'etichetta Riverside Records. 

## Descrizione
Il 19 gennaio del 1959, circa un mese dopo la registrazione dell'album Everybody Digs Bill Evans e poco prima della collaborazione con Miles Davis per l'album Kind of Blue, il pianista tornò in studio per registrare una nuova sessione accompagnato da Paul Chambers al contrabbasso e Philly Joe Jones alla batteria. Il disco venne registrato al Reeves Sound Studios di New York e prodotto da Orrin Keepnews per la Riverside Records. Il nome del disco proviene dallo standard jazz On Green Dolphin Street reinterpretato in quest'album dai tre musicisti.

## Tracce
1. You and the night and the music (feat. Howard Dietz-Arthur Schwartz) – 7:22
2. My heart stood still (feat. Richard Rodgers-Lorenz Hart) – 5:21
3. On green dolphin street (feat. Bronislaw Kaper-Ned Washington) – 8:10
4. How am i to know? (feat. Jack King-Dorothy Parker) – 6:20
5. Woody'n you (feat. Dizzy Gillespie) – 4:26 – take 1
6. Woody'n you (feat. Dizzy Gillespie) – 4:11 – take 2
7. Loose Bloose (feat. Bill Evans) – 5:36 – non contenuta nella versione originale

## Formazione
- Bill Evans - pianoforte
- Paul Chambers - contrabbasso
- Philly Joe Jones - batteria